# Touring Band 2000
A Touring Band 2000 a Pearl Jam második DVD-je, melyen a 2000-es Binaural-turné észak-amerikai koncertfelvételei találhatók.

## Áttekintés
Az extrák között megtalálható egy montázs az európai turnéjukról (a Yellow Ledbetter c. dalra), egy a bandatagokról készült összeállítás (a Smile-ra), és a Matt Cam opcióban a DVD-n szereplő dalok egy része a dobosra, Matt Cameron-ra fókuszált felvételekkel. Ezen kívül három korábban kiadatlan instrumentális dal ("Thunderclap", "Foldback", és "Harmony") és két videóklip ("Oceans" és "Do The Evolution") is helyet kapott a lemezen.

## Számok
1. "Long Road"
  - 10/21/00, Cricket Wireless Pavilion, Phoenix, Arizona
2. "Corduroy"
  - 9/4/00, Merriweather Post Pavilion, Columbia, Maryland
3. "Grievance"
  - 10/15/00, The Cynthia Woods Mitchell Pavilion, The Woodlands, Texas
4. "Animal"
  - 10/28/00, Hyundai Pavilion, Devore, Kalifornia
5. "Gods' Dice"
  - 10/31/00, Shoreline Amphitheatre, Mountain View, Kalifornia
6. "Evacuation"
  - 8/12/00, Ice Palace, Tampa, Florida
7. "Given to Fly"
  - 10/11/00, Riverport Amphitheater, Maryland Heights, Missouri
8. "Dissident"
  - 10/8/00, Alpine Valley Music Theatre, East Troy, Wisconsin
9. "Nothing As It Seems"
  - 11/6/00, KeyArena, Seattle, Washington
10. "Even Flow"
  - 9/1/00, Tweeter Center, Camden, New Jersey
11. "Lukin"
  - 10/24/00, Greek Theatre, Los Angeles, Kalifornia
12. "Not For You"
  - 10/24/00, Greek Theatre, Los Angeles, Kalifornia
13. "Daughter"/"It's OK"
  - 8/24/00, Jones Beach Amphitheater, Wantagh, New York
14. "Untitled"
  - 10/22/00, MGM Grand Arena, Las Vegas, Nevada
15. "MFC"
  - 10/22/00, MGM Grand Arena, Las Vegas, Nevada
16. "Thin Air"
  - 10/21/00, Cricket Wireless Pavilion, Phoenix, Arizona
17. "Leatherman"
  - 11/6/00, KeyArena, Seattle, Washington
18. "Better Man"
  - 11/6/00, KeyArena, Seattle, Washington
19. "Nothingman"
  - 11/6/00, KeyArena, Seattle, Washington
20. "Insignificance"
  - 10/31/00, Shoreline Amphitheatre, Mountain View, Kalifornia
21. "I Got Id"
  - 10/4/00, Bell Centre, Montreal, Quebec, Kanada
22. "Rearviewmirror"
  - 11/6/00 , KeyArena, Seattle, Washington
23. "Wishlist"
  - 8/15/00, Pyramid Arena, Memphis, Tennessee
24. "Jeremy"
  - 10/25/00, San Diego Sports Arena, San Diego, Kalifornia
25. "Do the Evolution"
  - 10/28/00, Hyundai Pavilion, Devore, Kalifornia
26. "Go"
  - 11/3/00, Idaho Center, Nampa, Idaho
27. "Parting Ways"
  - 10/18/00, United Spirit Arena, Lubbock, Texas
28. "Rockin' in the Free World"
  - 10/20/00, Mesa Del Sol Amphitheatre, Albuquerque, Új-Mexikó

### Bónusz dalok
- Európai montázs
  - "The Cities" (a "Thunderclap" zenére)
  - "The Band" (a "Foldback"és a "Harmony" zenékre)
  - "The Fans" (A "Yellow Ledbetter" -re, a 6/26/00-os, Alsterdorfer Sporthalle, Hamburg, Németország koncertről)
- "Smile" (a zene a 8/25/00 – Jones Beach, New York koncertről, a képek a bandatagokról készült felvételek)
- Bónusz videók
  - "Oceans" videóklip (ezelőtt sosem jelent meg az USA-ban)
  - "Do the Evolution" videóklip

### Matt Cam dalok
- "Evacuation"
  - 8/12/00, Ice Palace, Tampa, Florida
- "Even Flow"
  - 9/1/00, Tweeter Center at the Waterfront, Camden, New Jersey
- "In My Tree"
  - 8/30/00, Tweeter Center Boston, Mansfield, Massachusetts

## Listás helyezések
| Év   | Lista               | Helyezés |
| ---- | ------------------- | -------- |
| 2001 | US Top Music Videos | 1.       |

## Alkotók
- Mike McCready – gitár
- Matt Cameron – dob
- Eddie Vedder – ének, gitár
- Stone Gossard – gitár
- Jeff Ament – basszusgitár
- A felvételeket készítette és mixelte: Brett Eliason
- Hangmérnök: John Burton
- Operatőrök: Liz Burns, Steve Gordon, Kevin Shuss
- Szerkesztette: Steve Gordon
- Az "Oceans"-t rendezte: Josh Taft
- A "Do the Evolution" animációját készítette: Todd McFarlane